# Kanako Abe
 (août 2014).
Si vous disposez d'ouvrages ou d'articles de référence ou si vous connaissez des sites web de qualité traitant du thème abordé ici, merci de compléter l'article en donnant les références utiles à sa vérifiabilité et en les liant à la section « Notes et références ».
Pour les articles homonymes, voir Abe.
Kanako Abe (阿部 加奈子, Abe Kanako) est une cheffe d'orchestre, pianiste et compositrice, née à Osaka le 23 mars 1973.

## Biographie
Ayant obtenu le diplôme de composition à Tokyo puis 7 prix du Conservatoire de Paris, Kanako Abe mène d'abord une carrière de pianiste. Son disque consacré aux œuvres pour piano solo de Toru Takemitsu (2002) a été particulièrement salué par la critique.
Elle fait ensuite ses débuts en tant que cheffe d'orchestre en 2003, puis est invitée à diriger régulièrement le répertoire contemporain avec l'Ensemble L'Itinéraire, l'Ensemble Zéllig, le Smash Ensemble, Tokyo Ensemnable Factory, se produisant au Festival Octobre en Normandie, à la Biennale de Venise, au Festival GMEM de Marseille, au Festival Musica, au Festival l'Archipel de Genève, au Festival Dutilleux. En 2005, elle fonde l'Ensemble Multilatérale, un ensemble de musique contemporaine dont elle a été directrice musicale jusqu'en 2014.
Elle a assuré plus de 170 créations mondiales, en étroite collaboration avec plusieurs compositeurs, notamment Martin Matalon, Michaël Lévinas. Sa discographie comporte quatre disques monographiques de Régis Campo (1999, 2002, 2005, 2014), un CD/DVD monographique de Colin Roche (avec l'Ensemble Multilatérale, Sismal-MFA, 2007), un disque consacré à des œuvres symphoniques japonaises (Orchestra Nipponica, 2016) ainsi que les 3 disques monographiques de Yassen Vodenitcharov (2018), de Somei Satoh (2021) et de Jummei Suzuki (2021).
En portant son intérêt vers des esthétiques musicales différentes et en formation symphonique, elle dirige l'Orchestre Pasdeloup, l'Opéra Orchestre national Montpellier Languedoc-Roussillon, l'Orchestre National de Lorraine, l'Orchestre philharmonique de Nice, l'Orchestre National de Lille, l'Orchestre des étudiants du CNSM de Paris, Orchestra Nipponica, Tokyo City Philharmonic Orchestra, Vietnam National Symphony Orchestra, Hiroshima Symphony Orchestra, New Japan Philharmonic, Tokyo Philharmonic Orchestra, l'Orchestre Symphonique de la Garde Républicaine, l'Orchestre de Chambre de Genève. Elle travaille aussi avec des solistes comme Cyprien Katsaris, Emmanuelle Bertrand, Eric Aubier, Svetlin Roussev.
Passionnée d'art lyrique depuis son enfance, elle oriente ses activités dans ce domaine : après de multiples expériences en tant que pianiste répétitrice et chef de chant, elle travaille dans plusieurs productions d'opéra. Cheffe d'orchestre assistante à l'Opéra Orchestre national Montpellier Languedoc-Roussillon en 2008-2009, cheffe d'orchestre assistante pour l'Atelier lyrique du CNSM de Paris (Orphée aux enfers – 2004), le Théâtre du Châtelet (Zauberflöte – 2009), l'Opéra national du Rhin (Macbeth - 2010), Opernhaus de Zurich (Gesualdo, création de Marc-André Dalbavie - 2010), Kanako Abe a collaboré avec de nombreux chefs d'orchestre comme Fabio Luisi, Jerzy Semkow, Lawrence Foster, Enrique Mazzola, Alain Altinoglu ou Yutaka Sado.
Kanako Abe est présidente du CSJP (Comité des Concerts de charité pour les sinistrés du séisme au Japon à Paris). En avril et en décembre 2011 puis en mars 2012, elle a organisé et a dirigé des concerts de charité à l'UNESCO sous le haut patronage de l'Ambassade du Japon.
Depuis 2013, Kanako Abe est présidente de l'Association franco-japonaise de la musique contemporaine.
En 2014, Kanako Abe a été nommée Directrice Musicale de l'Indonesian Youth Symphony Orchestra (IYSO), ainsi que Directrice Artistique de Musica Universalis. En 2015, elle a été nommée Music Partner de Tokyo Ensemnable Factory.
En juillet 2022, elle a fait son début au Festival d'Aix-en-Provence en dirigeant la création mondiale d'un opéra de chambre "Woman At Point Zero", composé par Bushra El-Turk (en) après le roman éponyme de l'écrivaine égyptienne Nawal El Saadawi.
Depuis avril 2022, Kanako Abe est Directrice Musicale de l'Orchestre Symphonique des Dômes.